# センセイ君主
『センセイ君主』（センセイくんしゅ）は、幸田もも子による日本の漫画作品。『別冊マーガレット』（集英社）2013年8月号から2017年7月号まで連載された。教師と生徒の恋愛をコミカルに描いた、ラブコメディーである。
2013年にVOMIC化され、2018年に実写映画が公開された。

## あらすじ
どうしようもなくバカで単純だが、素直で何事にも一生懸命な女子高生佐丸あゆはは、ある日、クラス担任の急な入院のため代理でやってきた、イケメンな俺様系教師の弘光由貴先生に恋をしてしまった。しかし、あゆはからの猛烈なアタックに弘光先生はつれない態度をとる。

## 登場人物
声の項はVOMICでの担当声優、演の項は実写映画版の俳優を指す。
佐丸 あゆは（さまる あゆは） / さまるん
声 - 大久保瑠美 / 演 - 浜辺美波
16歳の高校1年生。告白7連敗中のモテない女子。素直で何事にも一生懸命だが、バカで単純な性格である。
ある日、フラれたやけ食いのため入った牛丼屋で、財布の中身が空っぽだったことに気付き、困っていたところをある男性に助けてもらう。翌日、クラス担任の急な入院で代理の教師としてやってきたのは、昨夜自分を助けてくれたあの男性だった。
あの男性こと弘光先生との再会を運命だと思い込み、喜ぶあゆは。それ以降、様々なアプローチでアタックするも弘光先生にはつれない態度をとられ続ける。連載当初は惚れっぽい人物として描かれていたが、弘光先生と出会ってからは先生一筋である。弘光先生のことが大好き。
愛称は「さまるん」「あゆ」「あゆちゃん」。誕生日は9月13日。
弘光 由貴（ひろみつ よしたか）/ 弘光先生
声 - 諏訪部順一 / 演 - 竹内涼真
25歳。前任者の入院で、急遽あゆはのクラスの臨時担任となった。担当教科は数学。その端正なルックスから、赴任当初より女子生徒の熱烈なラブコールを受ける。
冷静沈着で感情をあまり表に出さず、クールに徹していることから冷たい印象を受けがちだが、実際は他人を思いやる優しさも持ち合わせている。そして意外と涙もろい。
当初は、どれだけ冷たくあしらっても懲りずに接してくるあゆはをウザいと感じていた。また、無駄な言動ばかりをするあゆはが理解不能で、自分にとっての新たな難問として捉えていた。しかし、いつの間にかあゆはと一緒にいることを楽しいと感じるようになり、告白してあゆはと付き合うことになる。
作者、幸田もも子の前作品「ヒロイン失格」に登場する弘光 廣祐は実の弟である。
出身大学は東京大学理科Ⅰ類
愛称は「弘光先生」「ユキ」「ユキちゃん」。誕生日は5月5日。
澤田 虎竹（さわだ こたけ）/ 虎竹
声 - 阿部敦 / 演 - 佐藤大樹
あゆはと同じ中学出身の男子。バスケ部所属。身長が低いことを気にしているが、顔立ちはそこそこ整っており、中学時代から割とモテていた。弟妹が多いためとてもしっかりしており、さりげなく女性を気遣える紳士的な一面も持ち合わせている。また、勤労学生であり、バイトのツテがたくさんある。
実はあゆはのことが好きで、当初はあゆはにつれない態度をとり続ける弘光先生を毛嫌いしていた。
しかし、弘光先生のあゆはに対する想いや、あゆはと付き合うことに対しての覚悟や決意を聞いて、2人の交際を見守ることに決めた。
高校卒業後は一橋大学法学部に進学する。
松本 麦（まつもと むぎ）/ 麦ちゃん
弘光先生の同僚の先生。担当教科は社会。若くて綺麗でフレンドリーで、男子にも女子にも人気がある。実は、弘光先生の高校・大学の時の先輩であり、大学時代は同じサークルに所属していた。また、弘光先生の臨時教師も彼女が頼んだものである。弘光先生との親しげな様子から、当初は弘光先生の元彼女かと疑われた。後日、弘光先生が初めて夜を共に過ごした人物であることが発覚した。
あゆはの弘光先生に対する気持ちを知ってからは、事あるごとに相談に乗り、大人の女性に近づきたいと言うあゆはに、大人っぽい洋服をプレゼントするなど、あゆはのことをとても可愛がっている。
彼女の応援の甲斐もあり2人の交際が無事に始まってからも、双方にアドバイスを送ったり、二人が休日に会う機会を作ったりするなど、二人の交際を陰ながら応援している様子。

## 書誌情報
- 幸田もも子 『センセイ君主』 集英社 〈マーガレットコミックス〉、全13巻
  1. 2013年11月25日発売[集 1]、『別冊マーガレット』2013年8月号[1] - 11月号、ISBN 978-4-08-845133-6
    - ひるなか失格[注釈 1]（『別冊マーガレット』2013年6月号別冊ふろく『別マTWO』vol.11）

  2. 2014年3月25日発売[集 2]、『別冊マーガレット』2013年12月号 - 2014年3月号、ISBN 978-4-08-845183-1
    - 番外編 弘光家の日常[5]（『別冊マーガレットSister』2013年12月増刊秋号）

  3. 2014年7月25日発売[集 3]、『別冊マーガレット』2014年4月号 - 7月号、ISBN 978-4-08-845242-5
  4. 2014年11月25日発売[集 4]、『別冊マーガレット』2014年8月号 - 11月号、ISBN 978-4-08-845303-3
  5. 2015年3月25日発売[集 5]、『別冊マーガレット』2014年12月号 - 2015年3月号、ISBN 978-4-08-845363-7
    - センセイ君主 番外編（『別冊マーガレットSister』2014年11月増刊秋号）

  6. 2015年6月25日発売[集 6]、『別冊マーガレット』2015年4月号 - 6月号、ISBN 978-4-08-845403-0
    - オレジェンド[6]（『デラックスマーガレット』2007年11月号）
    - センセイ君主 おまけまんが♡（描きおろし）

  7. 2015年9月11日発売[集 7]、『別冊マーガレット』2015年7月号 - 9月号、ISBN 978-4-08-845449-8
    - ぽっちゃりマツコ[7][8]（『別冊マーガレットsister』2012年4月増刊号）

  8. 2015年12月25日発売[集 8]、『別冊マーガレット』2015年10月号 - 12月号、ISBN 978-4-08-845501-3
    - ヒロイン失格 番外編[9]（『別冊マーガレットsister』2015年10月増刊号 秋フェス01）
    - ヒロイン君主[注釈 2][10]（『別冊マーガレット』2015年10月号）
    - 7年後にはいろいろどうにかなってたい（『ダ・ヴィンチ』2014年1月号別冊ふろく『別ダ』）

  9. 2016年4月25日発売[集 9]、『別冊マーガレット』2016年1月号 - 4月号、ISBN 978-4-08-845556-3
  10. 2016年8月25日発売[集 10]、『別冊マーガレット』2016年5月号 - 8月号、ISBN 978-4-08-845624-9
    - センセイ君主 番外編 弘光家の日常2[11][12][13]（『別冊マーガレットsister』2016年7月号 春フェスVOL.3）

  11. 2016年12月22日発売[集 11]、『別冊マーガレット』2016年9月号 - 12月号、ISBN 978-4-08-845684-3
  12. 2017年4月25日発売[集 12]、『別冊マーガレット』2017年1月号 - 4月号、ISBN 978-4-08-845746-8
    - あゆはの成長（描きおろし）
    - 簡単な男（描きおろし）
    - 簡単な男②（描きおろし）

  13. 2017年8月25日発売[集 13]、『別冊マーガレット』2017年5月号 - 7月号[2]、ISBN 978-4-08-845803-8
    - センセイ君主 番外編 弘光家の日常3[14]（『別冊マーガレット』2017年8月号別冊ふろく『BETSUMA SPIN-OFF』）

### その他
- センセイ君主 番外編[15]（『別冊マーガレット』2018年8月号、『あたしの!』3巻収録。）

### 小説
- 原作:幸田もも子、著者:せひらあやみ 『映画ノベライズ センセイ君主』 〈集英社オレンジ文庫〉、全1巻
  1. 2018年7月20日発売[集 14]、ISBN 978-4-08-680205-5
- 原作:幸田もも子、脚本:吉田恵里香、著者:平林佐和子 『映画ノベライズ みらい文庫版 センセイ君主』 〈集英社みらい文庫〉、全1巻
  1. 2018年7月20日発売[集 15]、ISBN 978-4-08-321454-7

### 単行本未収録作品
- ギャル男君主[注釈 3]（『別冊マーガレット』2013年12月号[16]、2014年2月号別冊ふろく『BETSUMA 50TH ANNIVERSARY SPECIAL TRIBUTE VOL.2』[17]）
- 帰ってきたギャル男君主[18]（『別冊マーガレットSister』2014年8月増刊夏号）

## ヴォイスコミック
集英社のヴォイスコミック「VOMIC」として、VOMIC公式サイトにて配信中。2013年11月25日に単行本1巻発売と同時に第1話が配信された。

## 映画
2018年8月1日に公開された。

### キャスト
- 弘光由貴 - 竹内涼真[3]
- 佐丸あゆは - 浜辺美波[3]
- 澤田虎竹 - 佐藤大樹（EXILE / FANTASTICS）[20]
- 中村葵 - 川栄李奈[20]
- アオちん（中村葵）の彼氏 - 矢本悠馬[21]
- 詩乃 - 佐生雪[21]
- 柴門秋香 - 新川優愛[20]
- 夏穂[注釈 4] - 福本莉子[20]
- 北川景子（カメオ出演)
- 山田裕貴（カメオ出演）

### スタッフ
- 原作 - 幸田もも子「センセイ君主」（集英社マーガレットコミックス刊）
- 監督 - 月川翔
- 脚本 - 吉田恵里香
- 音楽 - 得田真裕
- 主題歌 - TWICE「I WANT YOU BACK」（ワーナーミュージック・ジャパン）
- 製作 - 市川南、堀義貴
- 共同製作 - 木下暢起、吉崎圭一、弓矢政法、渡辺章仁、髙橋誠、吉川英作、舛田淳、細野義朗、田中祐介
- エグゼクティブ・プロデューサー - 山内章弘
- 企画・プロデュース - 臼井央
- プロデューサー - 神戸明、馬場千晃
- ラインプロデューサー - 阿久根裕行
- 撮影 - 花村也寸志
- 美術 - 清水剛
- 録音 - 久野貴司
- 照明 - 加藤桂史
- 編集 - 相良直一郎
- 助監督 - 後藤孝太郎
- 製作担当 - 清水貴紀
- 装飾 - 松田光畝
- VFXスーパーバイザー - 山口聡
- スタイリスト - 新崎みのり
- ヘアメイク - ワシダトモキ
- スクリプター - 中村愛由美
- キャスティング - 舟本佳子
- 音楽プロデューサー - 杉田寿宏
- プロダクション統括 - 佐藤毅
- 配給 - 東宝
- 製作プロダクション - 東宝映画
- 製作 - 「センセイ君主」製作委員会（東宝、ホリプロ、集英社、電通、小学館集英社プロダクション、ジェイアール東日本企画、ローソンエンタテインメント、KDDI、日本出版販売、ひかりTV、LINE、S・D・P、GYAO）